# イオンアグリ創造
イオンアグリ創造株式会社（イオンあぐりそうぞう）は、千葉県千葉市美浜区に本社を置く日本の農業業者で、イオン株式会社の100％子会社。
同社は農地での農産物生産から物流、加工、販売まで一貫して携わるイオングループの企業として、2009年7月に設立された。年間100品目ほどの農産物を生産し、国内外のイオングループ各店舗に供給・販売している。

## 沿革
- 2009年7月10日 - 会社設立
- 2009年7月22日 - 茨城県牛久市との間で、特定法人貸付事業制度に関する協定と土地の賃貸借に関する契約を締結し、耕作放棄地の対策事業へ参画。第1号農場となる「茨城牛久農場」を開場。[2][3]
- 2017年1月 - 同社直営農場初となる有機JAS認定を埼玉日高農場（埼玉県日高市）で取得。[4]